# Římskokatolická farnost Zruč nad Sázavou
Římskokatolická farnost Zruč nad Sázavou je jedno z devíti územních společenství římských katolíků ve vlašimském vikariátu s farním kostelem Povýšení sv. Kříže. Správcem farnosti je farář Mgr. MUDr. Jiří Korda.

## Dějiny farnosti
Historie farnosti je spojená s dějinami místního kostela, který byl již v roce 1334 zmiňován jako farní. Za husitských válek přešla farnost do držení kališníků, kteří ji spravovali až do roku 1624, následujících třicet let byla spravována z farnosti v Ledči nad Sázavou a jezuity z Kutné Hory.
Do 31. května 1993 byla farnost součástí diecéze královéhradecké, 1. ledna 2008 byla sloučena s farnostmi v Kácově a Souticích.

## Kostely farnosti
| Kostel                         | Místo            | Bohoslužba                       | Bohoslužba          | Poznámka        |
| ------------------------------ | ---------------- | -------------------------------- | ------------------- | --------------- |
| Kostel Narození Panny Marie    | Kácov            | neděle čtvrtek                   | 10.30 18.00 (16.00) | filiální kostel |
| Kostel Všech svatých           | Polipsy          | sobota                           | 18.00               | filiální kostel |
| Kostel svatého Jakuba Staršího | Soutice          | neděle                           | 12.00               | filiální kostel |
| Kostel Povýšení svatého Kříže  | Zruč nad Sázavou | neděle úterý středa pátek sobota | 08.30 18.00 07.00   | farní kostel    |
| Kaple svatého Jakuba           | Zruč nad Sázavou | jednou za měsíc                  | 07.00               | kaple           |